# 後日改めて伺います
『後日改めて伺います』（ごじつあらためてうかがいます）は、「PEDRO」3作目のオリジナルアルバムである。2021年11月17日にEMI Recordsより発売された。

## 概要
前作「浪漫」から約1年3か月ぶりとなるオリジナルアルバム。シングルの収録曲2曲を収録。今作では初めてアユニ・Dが全曲作詞作曲を手掛けており、制作には前作に続いてギタリストの田渕ひさ子が参加。
本作のリリースを記念し、アルバムがリリースされた週である11月15日から11月21日までの1週間で、千葉県習志野市を本拠地とするYouTuberグループ「だいにぐるーぷ」とのコラボレーション企画『PEDRO1週間逃亡生活』が実施された。本企画は、アユニ・Dがだいにぐるーぷのメンバーから逃げながら全国にある内の10店舗のTOWER RECORDSを回り、1週間後にゴールのサッポロファクトリーを目指すというものである。最終日にはゴール地点にてアコースティックフリーライブが開催された。

## 収録内容
1. 人
2. 魔法
3. 吸って、吐いて
4. ぶきっちょ
5. 死ぬ時も笑ってたいのよ
6. 安眠
7. いっそ僕の知らない世界の道端でのたれ死んでください
8. 万々歳
9. おバカね
10. 雪の街

## ミュージックビデオ
- 吸って、吐いて - YouTube
- 雪の街 - YouTube